# Lgov
Lgov (del ruso: Льгов) es una ciudad rusa perteneciente a la óblast de Kursk. Dentro de la óblast, está constituida administrativamente como un ókrug urbano y es al mismo tiempo la sede administrativa del raión homónimo, del cual no forma parte pese a enclavarse geográficamente en el mismo.
La ciudad tenía una población de 16 779 habitantes en 2024. El territorio del ókrug urbano, definido en 1954 y subordinado directamente a la óblast desde 1963, no incluye pedanías, pero se divide en cuatro cascos urbanos ligeramente separados entre sí: el casco antiguo ubicado al norte, y los barrios ferroviarios anexionados de "Lgov I", "Lgov II" y "Lgov III". Está situada en la Meseta Central Rusa, a orillas del río Seim, afluente del Desná, de la cuenca del Dniéper, a 80 km al oeste de Kursk.

## Historia

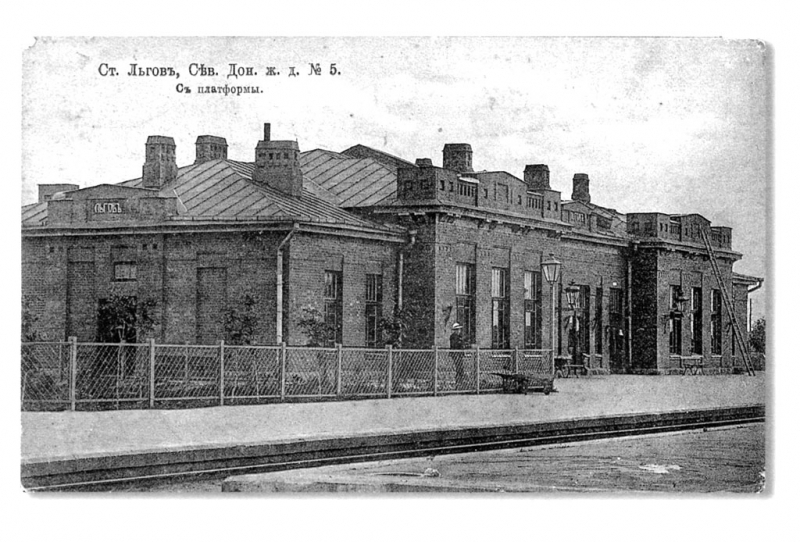
Antigua estación Lgov II.

Lgov es mencionada por primera vez en una crónica de 1152 bajo el nombre de Olgov (Олгов, derivado del nombre "Oleg"). En el siglo XIII sería completamente destruida por los mongoles. En 1669 sería fundado en el emplazamiento de esta ciudad el monasterio de Lgov. Fue cerrado en 1764. La sloboda del monasterio se convertiría en la ciudad de Lgov en 1779.
En la segunda mitad del siglo XIX, se desarrollaron fábricas de transformación de productos agrícolas a raíz de la construcción de una línea de ferrocarril entre Moscú y Kiev que pasaba por la localidad.
En la Segunda Guerra Mundial Lgov fue tomada por la Wehrmacht el 27 de octubre de 1941 y liberada por el Frente de Vorónezh del Ejército Rojo el 3 de marzo de 1943 en el contexto de la ofensiva de Járkov.

## Demografía
| 1897  | 1939  | 1959   | 1970   | 1979   | 1989   | 2002   | 2008   |
| ----- | ----- | ------ | ------ | ------ | ------ | ------ | ------ |
| 5 367 | 7 700 | 21 300 | 25 100 | 26 500 | 25 643 | 23 783 | 21 844 |

## Cultura y lugares de interés
La ciudad cuenta con un museo histórico-literario.
En las proximidades se encuentra la finca de la familia de príncipes Baratynski de la primera mitad del siglo XIX.

## Economía y transporte

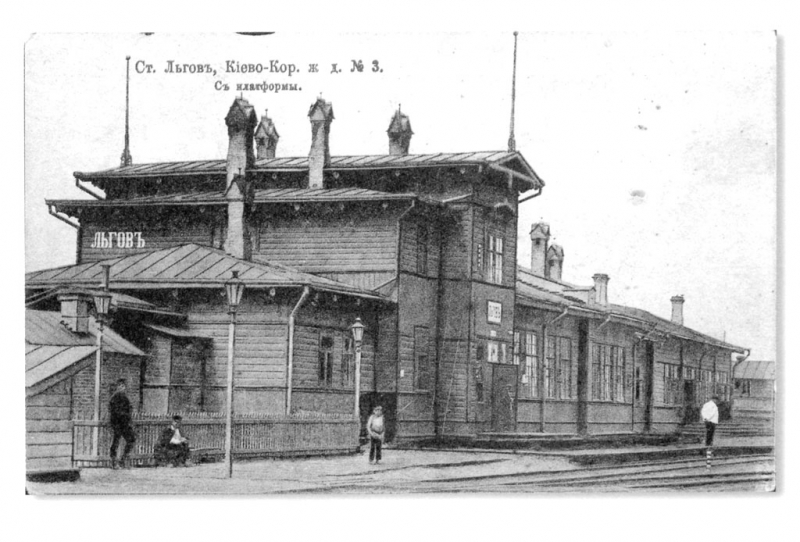
Antigua estación Lgov-Kievski.

La economía se basa en empresas de transformación de productos agrícolas:
- OAO Lgovsájar (ОАО "Льговсахар"): azúcar en polvo.
- OAO Lgovmiaso (ОАО "Льговмясо") : carne, salchichas.

Se producen así mismo materiales de construcción (ladrillos, elementos de hormigón armado).
La estación de ferrocarril Lgov-Kievski de la ciudad es un importante enlace ferroviario. Se encuentra en la línea de ferrocarril abierta en 1868 entre Kiev y Kursk que se cruza aquí con la línea Briansk-Járkov
Por la localidad pasa la carretera regional R199 Kurak-Kurchátov-frontera ucraniana-Glújiv.

## Personalidades
- Nikolái Aséyev (1889-1963): poeta.
- Borís Bukreyev (1859-1962): matemático.
- Arkady Gaidar (1904–1941): escritor.